# Manfred Manglitz
Manfred Manglitz est un footballeur allemand né le 8 mars 1940 à Cologne. Il jouait comme gardien de but. 

## Biographie
Il fut de la sélection allemande lors de la Coupe du monde 1970 au Mexique.

## Carrière
- 1961-1963 : Bayer Leverkusen  Allemagne
- 1963-1969 : MSV Duisbourg  Allemagne
- 1969-1971 : FC Cologne  Allemagne

## Palmarès
- 4 sélections et 0 but avec l'équipe d'Allemagne entre 1965 et 1970.